# Blasticorhinus obliterans
Blasticorhinus obliterans är en fjärilsart som beskrevs av Walker 1861. Blasticorhinus obliterans ingår i släktet Blasticorhinus och familjen nattflyn. Inga underarter finns listade i Catalogue of Life.